# Castle Rock (Karnataka)
Castle Rock es un pueblo en el distrito de Uttara Kannada del estado indio de Karnataka. El pueblo está situado en los Ghats occidentales en la frontera del estado con Goa - en una elevación de 621 m (2.040 pies).
Situado en una zona boscosa, la vegetación de Castle Rock es tropical caduca. Las minas de manganeso constituyen la principal fuente económica de la región. El pueblo se encuentra dentro de la reserva de tigres Dandeli.
Durante muchos años, el pueblo marcó la frontera entre la Goa portuguesa y la India británica. Una línea de ferrocarril de vía estrecha (1 metro) conecta los pueblos de Vasco y de Margao en Goa con el resto de la India y era la única conexión de ferrocarril en el estado hasta el ferrocarril de Konkan que comenzó a dar servicio en los primeros años 90. A principios de los años noventa, los ferrocarriles indios convirtieron la línea de vía estrecha a vía "normal"  o ancha, conectando así la vieja red con el resto de la India. Las vías de un metro se pueden todavía ver en la estación de ferrocarril de Castle Rock.

## Transporte

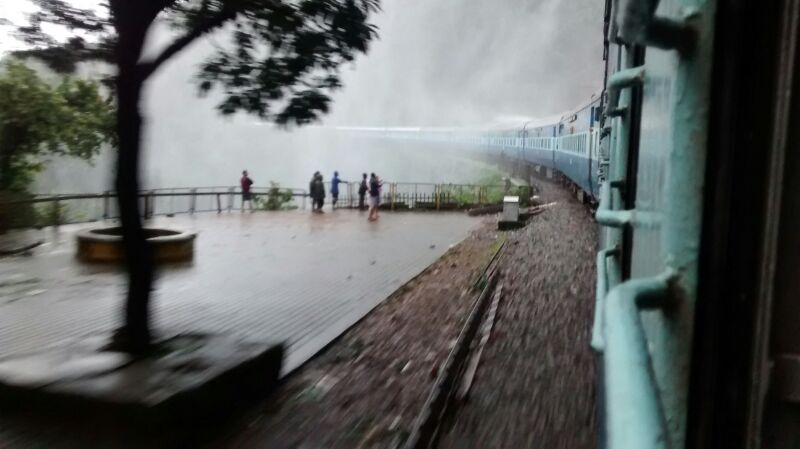
Estación de ferrocarril de Castle Rock, Karnataka

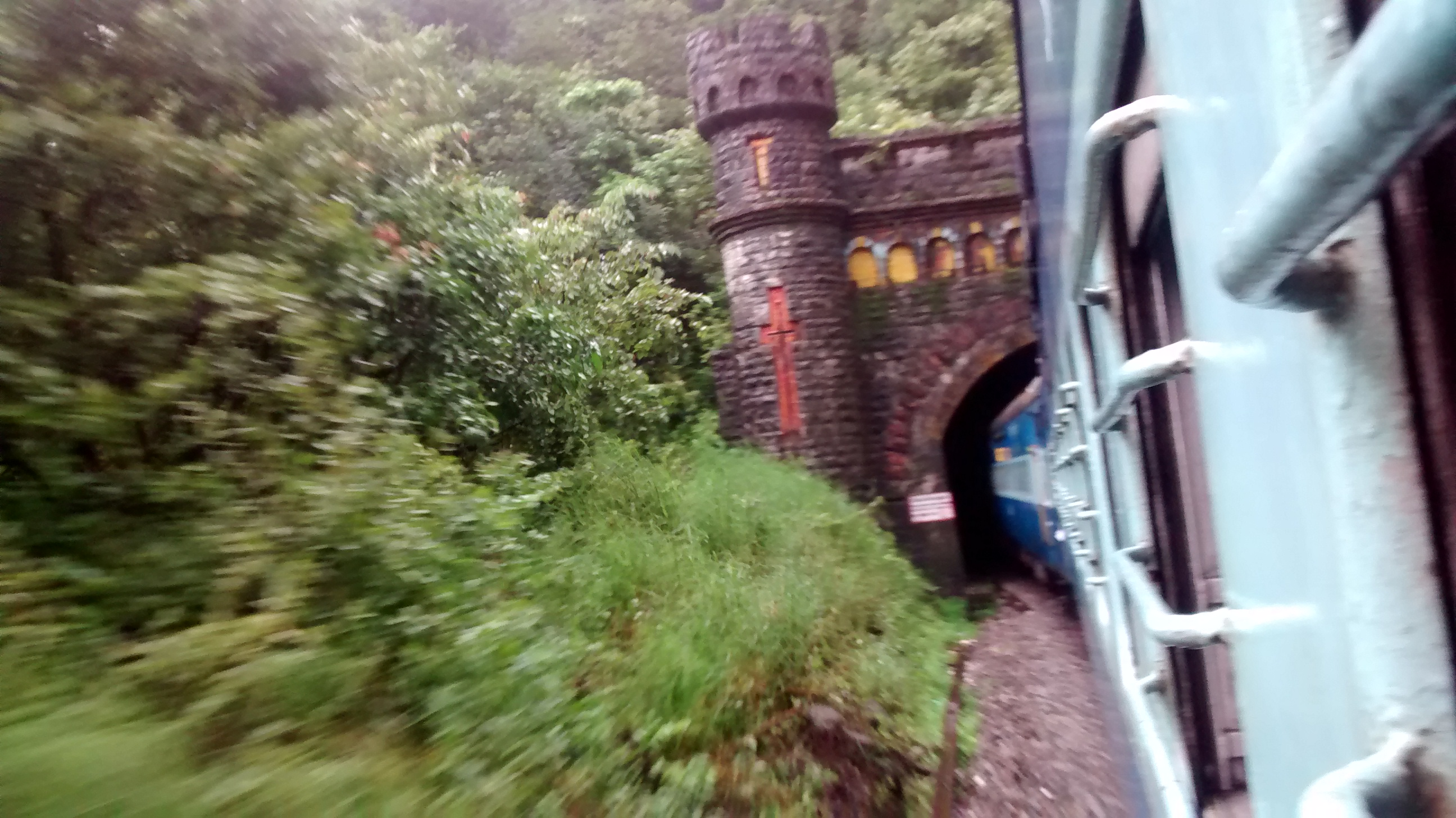
Un túnel ferroviario de Castle Rock cercano a la estación, Karnataka

En el pasado existió una conexión, que ya no existe, entre la India tanto la India británica y la India independiente con el territorio de Goa, que hasta 1961 fue una colonia de Portugal y no parte de la India.
La línea de ferrocarril MG de la estación de ferrocarril de Marmagao a la estación de ferrocarril de Castle Rock fue originalmente propiedad y estaba operada por la compañía Ferrocarril Portugués del Oeste de la India, que a pesar de su nombre era una empresa británica y estaba conectada con la línea de la India británica en Londa.
El término de la línea es hoy la estación de tren de Vasco da Gama.Todas las formalidades de los viajes internacionales, incluidos los controles de aduanas y la verificación de los documentos de viaje que tenían que hacer los viajeros entre Goa y la India británica, y más tarde entre Goa e India se llevaban a cabo en Castle Rock.
Esta estación marca el comienzo de los Ghats de Braganza desde el lado de Karnataka. Las cercanas cataratas de Dudhsagar son una de las principales atracciones turísticas de Goa. 
La minería está prohibida actualmente y el área ha sido llamada reserva de tigres Dandeli Anshi. 